# Камен Андонов
Камен Иванов Андонов е български учен – историк, доктор по Средновековна история. Бил е общински съветник от ГЕРБ в община Шумен. Членува в Съюза на учените в България и Научноизследователския център по византинистика към ФХН.

## Биография
Камен Андонов е роден на 20 юли 1976 г. Завършил е специалност „Български език и история“ в Шуменският университет „Епископ Константин Преславски“. Работил е в Държавна агенция „Архиви“, отдел „Териториален архив“ – Шумен. В периода от 2002 до 2005 г. е хоноруван асистент в Шуменския университет. През 2010 г. придобива научната степен доктор по история. Преподава по дисциплините „Средновековна обща история“ и „История на Византия“.